# Філософія релігії
Філософія релігії — наука і навчальна дисципліна філософського циклу, яка займається філософською інтерпретацією релігії. У вітчизняній традиції філософію релігії включають до дисциплінарного комплексу релігієзнавства, хоча у світовій практиці це не є загальноприйнятим. 

## Методологія
Філософія релігії в широкому сенсі існує стільки, скільки існує і філософія в цілому як частина духовної культури. При цьому можуть бути використані різні філософські концепції — натуралізму, матеріалізму, екзистенціалізму, феноменології, прагматизму, позитивізму, лінгвістичної філософії, психоаналізу тощо.
Філософія релігії у вузькому сенсі — автономне філософське міркування про Бога/божества і релігії (Платона, Фоми Аквінського, Б.Спінози, І.Канта, Г.Гегеля та ін). Це зближує філософію релігії з історією філософії.

## Форми філософії релігії
Дослідник і методолог релігії Ю.А. Кімєлєв виділяє дві основні форми розгляду філософії релігії:
1. Філософське релігієзнавство. Головне завдання — філософське осмислення феномену релігії, релігійного відношення людини до дійсності, в першу чергу, до божественної реальності, проблеми гносеології та релігійної мови (суб'єктивна сторона релігійного життя).
2. Філософська теологія. Головне завдання — філософсько-релігійні концепції буття віруючого і витікаючі з цього контексту проблеми свободи волі, необхідності і випадковості, суті й існування, атрибутів Бога та ін. (онтологічна сторона).

Інші назви «Філософської теології»: «природна теологія», «релігійна філософія», «релігійна метафізика», «християнська філософія», «християнська метафізика», «раціональна теологія». Проте, ці назви володіють рядом серйозних недоліків, тому переважно використовувати поняття «Філософська теологія».
Деякі релігієзнавці вважають «філософську теологію» спірною формою філософії релігії. Багато філософів, починали як теологи, були авторами і богословських, і філософських творів одночасно. На ранніх етапах людської історії філософські, релігійні і міфологічні переконання перепліталися між собою (зокрема, у Фалеса Мілетського).

## В ісламі
В ісламських країнах, зважаючи на обов'язковість релігійної доктрини, набули поширення своєрідні гібриди традиційних напрямів філософії (філософія науки, політична філософія і ін.) з теологією. Яскравими прикладами такого підходу є епістемолого-політична концепція іранського філософа А. Соруша, політична концепція («Зелена книга») лідера Лівії М. Каддафі і ін.

## В юдаїзмі
Єврейські мислителі велику увагу приділяють філософським дослідженням основ юдаїзму та єврейської традиції. Ці дослідження об'єднуються під загальною назвою "філософія юдаїзму". Межі філософії юдаїзму є досі ще недостатньо визначеними, вони охоплюють як сферу того, що в західній традиції прийнято визначати як теологію, так і сферу суто філософії.